# Farkasgyepű
Farkasgyepű (németül: Wirtshäusl) község Veszprém vármegyében, az Ajkai járásban.

## Fekvése
Az Öreg-Bakony nyugati szélének erdei között bújik meg, a megyeszékhely Veszprémtől és Pápától is közel azonos távolságra.
A közvetlenül határos települések: északkelet felől Németbánya, kelet felől Szentgál, délkelet felől Csehbánya, dél felől Kislőd, délnyugat felől Magyarpolány, északnyugat felől pedig Bakonyjákó.

### Megközelítése
Csak közúton közelíthető meg, a Városlődtől Pápán át Győrig vezető 83-as főúton, mely a központján is végighalad. Vasútvonal nem érinti.

## Története
A település nevét 1401-ben említette először oklevél, de Farkasgyepű és környéke már ősidők óta lakott hely lehetett, melynek bizonyítékai a késői bronzkorból származó, a Pörös erdőben lévő, ma is fellelhető halomsírok, melyek feltárása során csont, cserép, bronz-tű és csontmaradványok kerültek napvilágra. Az itt talált leletek a pápai Esterházy Károly Kastély és Tájmúzeum Gyűjteményében találhatók.
A Bakonyban a honfoglalás után kialakuló államszervezet keretén belül erdőispánságot hoztak létre, melynek székhelye Csehbányától délre néhány kilométerre fekszik. Az erdőispánság a később létrejött közigazgatási szervezettől függetlenül még sokáig működött. A területet mára visszafoglalta ugyan az erdő, de csekély falmaradványok így is fellelhetők itt.
A 14. századra a nagyarányú birtokadományozások és a közigazgatási szervezetek átalakítása következtében meggyengült az erdőispánságok szerepe. Hölgykő várát Nagy Lajos király az 1378. március 17-én kelt alapítólevelében a Városlődi karthauzi szerzetesek kolostorának adományozta, majd 1555-ben, a veszprémi érsekség birtoka lett, és aztán tulajdonukban is maradt 390 éven át, 1945-ig. 
Az 1910-es népszámláláskor Veszprém vármegye Pápai járásához tartozott, lakosainak száma 374 volt. Ebből 45 magyar, 327 német, melyből 370 volt római katolikus.
1944 végén a nyilas vezetőség a Vörös Hadsereg elől először Farkasgyepűre tette át a székhelyét, amit Gyepű I. névvel illettek. Később innen Brennbergbányára települtek.

## Közélete

### Polgármesterei
- 1990–1994: Timár György (független)[3]
- 1994–1998: ifj. Csöbör Károly (független)[4]
- 1998–2002: Ifj. Csőbör Károly (független)[5]
- 2002–2006: Ifj. Csőbör Károly (független)[6]
- 2006–2010: Csőbör Károly (Fidesz-KDNP)[7]
- 2010–2014: Csőbör Károly (független)[8]
- 2014–2019: Takácsné Légrádi Edina (független)[9]
- 2019–2024: Takácsné Légrádi Edina (független)[10]
- 2024– : Takácsné Légrádi Edina (független)[1]

## Népesség
A település népességének változása:
| Lakosok száma | 368  | 358  | 355  | 328  | 371  | 373  | 391  |
|               | 2013 | 2014 | 2015 | 2021 | 2022 | 2023 | 2024 |

A 2011-es népszámlálás során a lakosok 88,8%-a magyarnak, 25,6% németnek, 0,5% cigánynak mondta magát (11,2% nem nyilatkozott; a kettős identitások miatt az végösszeg nagyobb lehet 100%-nál). A vallási megoszlás a következő volt: római katolikus 53,7%, református 12,3%, evangélikus 1,1%, görögkatolikus 0,3%, felekezeten kívüli 6,3% (26,2% nem nyilatkozott).
2022-ben a lakosság 80,6%-a vallotta magát magyarnak, 9,4% németnek, 1,3% cigánynak, 0,3% horvátnak, 1,1% egyéb, nem hazai nemzetiségűnek (19,4% nem nyilatkozott; a kettős identitások miatt a végösszeg nagyobb lehet 100%-nál). Vallásuk szerint 28% volt római katolikus, 7% református, 1,1% evangélikus, 1,6% egyéb keresztény, 2,4% egyéb katolikus, 9,2% felekezeten kívüli (50,4% nem válaszolt).

## Nevezetességei
- Csurgókút- vízesés - a Köves-patak szintkülönbsége folytán jött létre.
- Pisztrángos-tó és környéke
- Kőtemplom és plébániakert

## Képgaléria

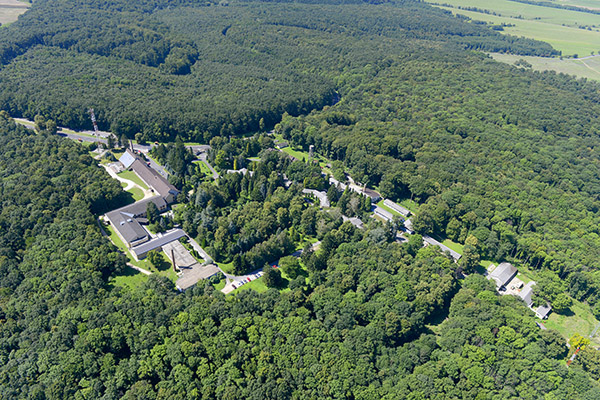
A tüdőszanatórium a levegőből
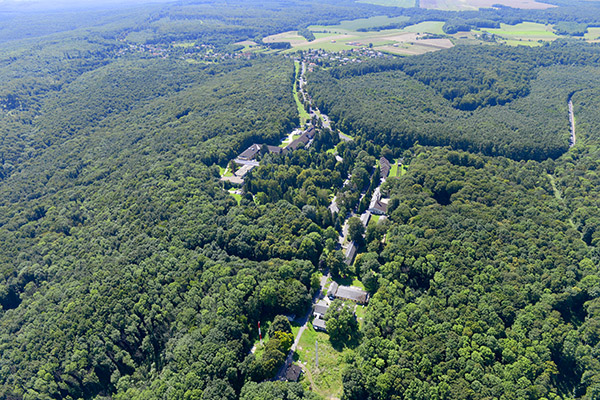
A tüdőgyógyintézet látképe a magasból